# 경쟁 세력 모형
경쟁 세력 모형(competitive forces model)은 경영학에서 경쟁 세력에 대한 이해를 위해 널리 사용되는 모형이다.

## 5 세력 모형
논란의 여지는 있으나, 대체로 가장 널리 사용되는 모델은 마이클 포터의 5세력모형(5 forces model)이다.
그는 전통적 경쟁자, 신규시장 진입자, 대체재, 고객, 공급자의 5개 경쟁 세력이 기업의 운명을 좌우한다고 보았다.